# Сан-Себаштиан (Риу-Майор)
Сан-Себаштиан (порт. São Sebastião) — район (фрегезия) в Португалии, входит в округ Сантарен. Является составной частью муниципалитета Риу-Майор. По старому административному делению входил в провинцию Рибатежу. Входит в экономико-статистический субрегион Лезирия-ду-Тежу, который входит в Рибатежу. Население составляет 564 человека на 2001 год. Занимает площадь 15,48 км².
Покровителем района считается Святой Себастьян (порт. São Sebastião).

## История
Район основан в 1984 году